# Uzbekistan Suren Team
Das Uzbekistan Suren Team war ein usbekisch-iranisches Radsportteam mit Sitz in Täbris.
Die Mannschaft wurde 2011 gegründet und nahm als Continental Team an den UCI Continental Circuits teil. Manager war zuletzt Javad Donyadideh, der von den Sportlichen Leitern Mostafa Chaichi, Shahid Khodadadi und Hasan Rastipour unterstützt wurde.

## Saison 2012

### Erfolge in der UCI Asia Tour
| Datum      | Rennen                                      | Kat. | Sieger               |
| ---------- | ------------------------------------------- | ---- | -------------------- |
| 16. April  | 3. Etappe Le Tour de Filipinas              | 2.2  | Azamat Turaev        |
| 1. Mai     | 5. Etappe Tour of Borneo                    | 2.2  | Wolodymyr Sahorodnij |
| 8.–13. Mai | Gesamtwertung Jelajah Malaysia              | 2.2  | Yusup Abrekov        |
| 8. Juni    | 5. Etappe Tour de Singkarak                 | 2.2  | Hamid Shiri          |
| 22. Juni   | Usbekische Meisterschaft – Einzelzeitfahren | CN   | Murodjon Xolmurodov  |

### Zugänge – Abgänge
| Zugänge              | Team 2011                      | Abgänge                             | Team 2012                  |
| -------------------- | ------------------------------ | ----------------------------------- | -------------------------- |
| Wolodymyr Startschyk | Lampre-ISD                     | Vahid Ghaffari                      | Azad University Cross Team |
| Walerij Kobsarenko   | Team Type 1-Sanofi             | Shahbolagh Alimohammadi             | Unbekannt                  |
| Eugen Wacker         | Giant Kenda Cycling Team       | Reza Bagheri                        | Unbekannt                  |
| Murodjon Xolmurodov  | Giant Kenda Cycling Team       | Ahamad Ghamari                      | Unbekannt                  |
| Wolodymyr Sahorodnij | Miche-Guerciotti               | Shahram Pour Bouroundaragh          | Unbekannt                  |
| Maik Robert Cioni    | Tusnad Cycling Team            | Ebrahim Javani                      | Unbekannt                  |
| Michail Timoschin    | Amore & Vita-McDonald’s (2008) | Hassan Maleki                       | Unbekannt                  |
| Yusup Abrekov        | Neoprofi                       | Mohammadsina Marjani                | Unbekannt                  |
| Abdullojon Akparov   | Neoprofi                       | Ramin Mehrabani                     | Unbekannt                  |
| Ruslan Fedorov       | Neoprofi                       | Ameli Meysam                        | Unbekannt                  |
| Gleb Gorbachev       | Neoprofi                       | Mehdi Partovi                       | Unbekannt                  |
| Dmitriy Lozovoy      | Neoprofi                       | Abolfazl Nazari                     | Unbekannt                  |
| Hamed Pasbankhajeh   | Neoprofi                       | Karim Pour Gholibelvirdi            | Unbekannt                  |
| Vadim Shaehov        | Neoprofi                       | Yusup Abrekov (bis 31. Juli)        | China 361° Cycling Team    |
| Azamat Turaev        | Neoprofi                       | Vadim Shaehov (bis 31. Juli)        | China 361° Cycling Team    |
| Vladimir Tuychiev    | Neoprofi                       | Murodjon Xolmurodov (bis 31. Juli)  | China 361° Cycling Team    |
|                      |                                | Abdullojon Akparov * (bis 31. Juli) | Unbekannt                  |
|                      |                                | Maik Robert Cioni * (bis 31. Juli)  | Unbekannt                  |
|                      |                                | Michail Timoschin * (bis 31. Juli)  | Unbekannt                  |

### Mannschaft
| Name                 | Geburtstag         | Nationalität | Team 2013                      |
| -------------------- | ------------------ | ------------ | ------------------------------ |
| Ruslan Fedorov       | 9. November 1993   | Usbekistan   | Team Velo Reality              |
| Mohammad Gharehbaghi | 29. Juli 1988      | Iran         |                                |
| Gleb Gorbachev       | 5. April 1991      | Usbekistan   |                                |
| Walerij Kobsarenko   | 5. Februar 1977    | Ukraine      | Kolss Cycling Team             |
| Dmitriy Lozovoy      | 25. Januar 1990    | Usbekistan   |                                |
| Hamed Pasbankhajeh   | 23. September 1988 | Iran         |                                |
| Wolodymyr Sahorodnij | 27. Juni 1981      | Ukraine      | Kolss Cycling Team             |
| Hamid Shiri          | 21. März 1982      | Iran         |                                |
| Wolodymyr Startschyk | 13. April 1980     | Ukraine      | Amore & Vita                   |
| Azamat Turaev        | 8. Januar 1989     | Usbekistan   | Team Velo Reality              |
| Vladimir Tuychiev    | 23. März 1983      | Usbekistan   | Team Velo Reality              |
| Eugen Wacker         | 17. April 1974     | Kirgisistan  | Qinghai Tianyoude Cycling Team |

* Die Fahrer Abdullojon Akparov, Maik Robert Cioni und Michail Timoschin wurden bei der UCI für die Saison 2012 nicht als Radrennfahrer des Continental Teams registriert.

## Platzierungen in UCI-Ranglisten
UCI Asia Tour
| Saison | Mannschaftswertung | Fahrerwertung      |
| ------ | ------------------ | ------------------ |
| 2011   | 21.                | Hamid Shiri (56.)  |
| 2012   | 23.                | Eugen Wacker (40.) |

UCI Europe Tour
| Saison | Mannschaftswertung | Fahrerwertung       |
| ------ | ------------------ | ------------------- |
| 2011   | 98.                | Hamid Shiri (581.)  |
| 2012   | 116.               | Eugen Wacker (790.) |